# Saint-Benoît-la-Chipotte
Saint-Benoît-la-Chipotte è un comune francese di 432 abitanti situato nel dipartimento dei Vosgi nella regione del Grand Est.

## Società

### Evoluzione demografica
Abitanti censiti